# Хоменко, Николай Игоревич
Николай Игоревич Хоменко (род. 4 сентября 1998, Москва, Россия) — российский борец греко-римского стиля, мастер спорта России, бронзовый призёр игр БРИКС.

## Карьера
Николай Игоревич Хоменко начал свою карьеру в греко-римской борьбе с раннего возраста. Он неоднократно участвовал в национальных и международных соревнованиях, добиваясь значительных успехов.
26 июля 2019 года было присвоено спортивное звание «Мастер спорта России».
Занял одно из третьих мест (в весовой категории 97 кг) на прошедшем 25—29 октября 2023 года в Уфе Кубке России в личном и командном зачёте по спортивной борьбе (дисциплина «греко-римская борьба») среди мужчин на призы Главы Республики Башкортостан.

## Достижения
- 2023 — Международный фестиваль университетского спорта — .
- 2024 — Игры БРИКС — .